# 川口竜也
川口 竜也（かわぐち たつや、1967年4月15日 - ）は、日本のミュージカル俳優。フリー。大阪府高槻市出身。

## 略歴
18歳よりミュージカル俳優を目指し、大阪芸術大学舞台芸術学科ミュージカルコースに入学すると共に、関西を中心に活動する日本ミュージカル研究会・劇団JMAに入団する。同劇団主宰・（元宝塚歌劇団）作曲家 高井良純に師事。劇団JMAでは、多くの作品で主役、主演を務めると同時に、劇団オリジナル作品の振り付けや、後進の指導にもあたった。またこの時期、定期的にニューヨークに渡り、Daniel Tinazzi、Patricia Wilcox、Christofer Hugginsらの指導を受けた。
2008年に上京。活動の場を関東に移し、『ミス・サイゴン』、『エリザベート』などのミュージカル作品に出演、2013年からは『レ・ミゼラブル』（新演出版）のジャベール役で出演している。また、2018年には、『ノートルダムの鐘』のフロロー役で、劇団四季の舞台に初めて客演した。
ライブ活動も積極的に行っており、テーマを決めて曲を構成する「Heart」と、準備された40曲前後の中から抽選に当選した客がリクエストできる「酔き勝手」の2つのシリーズを展開している。

## 人物・家族
- 既婚[2]。息子は俳優のMAOTO[3]。
- 母は歌手の蘭陽子。
- 劇団四季所属の川口雄二は六歳年下の弟（1973年9月9日生－）。弟の雄二も日本ミュージカル研究会よりキャリアをスタートしており、2000年9月より劇団四季に所属、マンマ・ミーア、コーラスライン、ライオンキングなどの作品で活躍している。
- ガンダムシリーズを愛好しており、公式ブログやトークショーでしばしば自らのファン振りをアピールしている[4]。

## 主な出演作品
劇団JMAの作品
- 「ああ!六甲おろし」（1986年）
- 「坊っちゃん」（1987年・1989年・1998年・2005年） - 山嵐 役
- 「サラダ記念日」（1988年・1989年・2007年） - 小沢 役
- 「アルト・ハイデルベルグ」（1990年・1991年） - カール（学生王子） 役
- 「御堂筋ストーリー」（1990年・2002年・2003年・2004年・2005年） - 土岐俊介 役
- 「鬼が島」（1990年・1992年・1993年・2000年） - ゴンダ 役
- 「邪馬台国物語」（1992年・1995年） - マサヒコ 役
- 「ムーンライト・ソナタ」（1993年・1994年） - ダルセーニョ 役
- 「ヒボコ・水と炎と愛の伝説」（1994年・1997年・2006年） - アメノヒボコ 役
- 「マジックフルート」（モーツァルト「魔笛」）（1996年・2006年） - パパゲーノ 役
- 「じろはったん」（1997年・1998年・2004年・2005年） - じろはったん 役
- 「東は東」（1999年）
- 「心を繋ぐ子守唄」（1999年・2000年） - 小山弥兵 役
- 「こうのとりが飛ぶとき」（2001年・2005年・2006年） - ハカセ 役

劇団JMA所属中の外部出演
- 「フィレモン 地下牢の道化」（2003年） - マーカス 役
- 「ミス・サイゴン」（2008年 - 2009年） - クラブオーナー 役、他

2009年以降の出演作品
- 「ミー・アンド・マイガール」（2009年6月3日 - 28日、帝国劇場 / 7月4日 - 15日、中日劇場） - ボブ 役
- 「パイレート・クィーン」（2009年11月28日 - 12月25日、帝国劇場 / 2010年1月1日 - 11日、梅田芸術劇場）
- 「ザ・ミュージックマン」（2010年4月23日 - 5月5日、東京芸術劇場 / 5月8日 - 20日、新国立劇場） - 警官 役、他
- 「エリザベート」（2010年8月9日 - 10月30日、帝国劇場） - 市長 役、他
- 「ゾロ ザ・ミュージカル」（2011年1月13日 - 2月28日、日生劇場 / 3月5日 - 20日、中日劇場 / 3月24日 - 28日、梅田芸術劇場）
- 「三銃士」（2011年7月17日 - 8月26日、帝国劇場 / 9月3日 - 28日、博多座） - ボナシュー 役、他 / アクションリーダー担当
- 「タイム・フライズ」（2011年12月1日 - 6日、THEATRE1010）
- 「ハムレット」（2012年2月1日 - 22日、シアタークリエ / 2月25日 - 28日、梅田芸術劇場 / 3月3日 - 4日、中日劇場） - 墓掘り 役、他
- 「エリザベート」（2012年5月9日 - 6月27日、帝国劇場 / 7月5日 - 26日、博多座 / 8月3日 - 26日、中日劇場 / 9月1日 - 28日、梅田芸術劇場） - 市長 役、他
- 「シラノ」（2013年1月6日 - 29日、日生劇場 / 2月8日 - 10日、新歌舞伎座） - ド・カンダール公爵 役、他
- 「レ・ミゼラブル」（2013年4月23日 - 7月10日、帝国劇場 / 8月3日 - 31日、博多座 / 9月7日 - 23日、フェスティバルホール / 10月1日 - 20日、中日劇場 / 11月4日 - 27日、帝国劇場） - ジャベール 役
- 「プロパガンダ・コクピット」（2014年1月22日 - 26日、光が丘IMAホール） - 父ちゃん（ユズの父） 役
- 「何処へ行く」（2014年3月20日 - 25日、THEATRE1010） - プラウティウス 役
- 「オーシャンズ11」（2014年6月9日 - 7月6日、東急シアターオーブ / 10月23日 - 11月2日、梅田芸術劇場） - ハリー・ウッズ 役
- 「シェルブールの雨傘」（2014年9月2日 - 21日、シアタークリエ / 9月25日、福岡市民会館 / 9月27日 - 29日、サンケイホールブリーゼ / 10月3日 - 5日、中日劇場）
- 「ヴェローナの二紳士」（2014年12月7日 - 28日、日生劇場 / 2015年1月10日 - 12日、キャナルシティ劇場 / 1月17日 - 18日、愛知県芸術劇場 / 1月23日 - 25日、梅田芸術劇場）
- 「レ・ミゼラブル」（2015年4月17日 - 6月1日、帝国劇場 / 6月10日 - 30日、中日劇場 / 7月8日 - 8月1日・8月8日 - 29日、梅田芸術劇場 / 9月5日 - 7日、オーバード・ホール（富山） / 9月17日 - 24日、静岡市清水文化会館マリナート） - ジャベール 役
- 「何処へ行く」（2015年11月5日 - 10日、THEATRE1010） - ペテロ 役
- 「手紙」（2016年1月25日 - 31日、新国立劇場 / 2月5日 - 8日、新神戸オリエンタル劇場 / 2月10日、枚方市市民会館）
- 「ルルドの奇跡」（2016年3月10日 - 13日、THEATRE1010） - ドズー医師 役
- 「ダンナー・ジェンダップ」（2016年4月29日 - 5月8日、ザ☆キッチンNAKANO） - ダンナー・ジェンダップ 役
- 「おでかけ姫」（2016年5月25日 - 29日、六行会ホール） - 丸岡丈治（久理子の父） / ジョージ一世（国王） 役
- 「王家の紋章」（2016年8月3日 - 27日、帝国劇場） - ミヌーエ将軍 役
- 「スカーレット・ピンパーネル」（2016年10月19日 - 26日、赤坂ACTシアター / 10月30日 - 11月7日、梅田芸術劇場 / 11月24日 - 29日、東京国際フォーラム） - 執事ジェサップ 役、他
- 「手紙」（2017年1月20日 - 2月5日、新国立劇場 / 2月11日 - 12日、新神戸オリエンタル劇場） - 平野 役、他
- 「レ・ミゼラブル」（2017年5月21日 - 7月17日、帝国劇場 / 8月1日 - 26日、博多座 / 9月2日 - 15日、フェスティバルホール / 9月25日 - 10月16日、中日劇場） - ジャベール 役
- 「スカーレット・ピンパーネル」（2017年11月13日 - 15日、梅田芸術劇場 / 11月20日 - 12月5日、赤坂ACTシアター） - 執事ジェサップ 役、他
- 「スター誕生」（2018年1月10日 - 14日、中目黒キンケロ・シアター） - 岡ピー 役
- 「ジキル&ハイド」（2018年3月3日 - 18日、東京国際フォーラム / 3月24日, 25日、愛知県芸術劇場 / 3月30日 - 4月1日、梅田芸術劇場） - サベージ伯爵 役、他
- 「ノートルダムの鐘」（2018年5月25日 - 8月19日、KAAT神奈川芸術劇場） - フロロー 役
- 「生きる」（2018年10月8日 - 28日、赤坂ACTシアター） - 組長 役、他
- 「ノートルダムの鐘」（2018年12月19日 - 2019年1月20日、名古屋四季劇場） - フロロー 役
- 「レ・ミゼラブル」（2019年4月19日 - 5月28日、帝国劇場 / 6月7日 - 25日、御園座 / 7月3日 - 20日、梅田芸術劇場 / 7月29日 - 8月26日、博多座 / 9月10日 - 17日、札幌文化芸術劇場hitaru） - ジャベール 役
- 「ノートルダムの鐘」（2019年9月25日 - 11月10日、京都劇場） - フロロー 役
- 「デスノート THE MUSICAL」（2020年1月20日 - 2月9日、東京建物 Brillia HALL / 2月22日 - 23日、静岡市清水文化会館マリナート / 2月29日 - 3月1日、梅田芸術劇場メインホール / 3月6日 - 8日、博多座）（※大阪・博多公演はCOVID-19流行のため中止）
- 「スター誕生」（2020年3月18日 - 22日、シアターグリーン BIG TREE THEATER） - 岡ピー 役
- 「ヘアスプレー」（2020年6月14日 - 28日、東京建物Brillia HALL / 7月5日 - 13日、梅田芸術劇場メインホール） - スプリッツァー 役（※COVID-19流行のため公演中止）
- 「スワンダフル」（2020年7月8日 - 13日、六行会ホール） - 山際まこと/オスカー 役（※COVID-19流行のため公演中止）
- 「冒険者たち～この海の彼方へ～」（2020年8月15日 - 17日、江東区文化センターホール） - ノロイ 役（※COVID-19流行のため公演中止）
- 「生きる」（2020年10月9日 - 28日、日生劇場 / 11月2日 - 3日、オーバード・ホール（富山） / 11月13日 - 14日、兵庫県立芸術文化センター / 11月21日 - 22日、久留米シティプラザ ザ・グランドホール / 11月28日 - 30日、御園座） - 組長 役、他
- 「マリー・アントワネット」（2021年1月28日 - 2月21日、東急シアターオーブ / 3月2日 - 3月11日、梅田芸術劇場メインホール） - ジャック・エベール 役
- 「レ・ミゼラブル」（2021年5月21日 - 7月26日、帝国劇場 / 8月4日 - 28日、博多座 / 9月6日 - 16日、フェスティバルホール / 9月28日 - 10月4日、まつもと市民芸術館） - ジャベール 役
- 「フィスト・オブ・ノーススター～北斗の拳～」（2021年12月8日 - 29日、日生劇場 / 2022年1月8日 - 9日、梅田芸術劇場メインホール / 1月15日 - 16日、愛知県芸術劇場） - リュウケン 役、他
- 「手紙」（2022年3月12日 - 27日、東京建物Brillia HALL） - 平野 役、他
- 「ブロードウェイ殺人事件」（2022年6月22日 - 25日、IMAホール） - ヴィクター・バーンズ 役
- 「冒険者たち～この海の彼方へ～」（2022年7月28日 - 31日、江東区文化センターホール） - ノロイ 役
- 「ヘアスプレー」（2022年9月17日 - 10月2日、東京建物Brillia HALL / 10月7日 - 18日、博多座 / 10月23日 - 11月8日、梅田芸術劇場メインホール / 11月12日 - 20日、御園座） - スプリッツァー 役
- 「クリスマスに歌えば」（2022年12月21日 - 25日、シアターグリーン BOX in BOX THEATER）
- 「ジキル&ハイド」（2023年3月11日 - 28日、東京国際フォーラム / 4月8日 - 9日、愛知県芸術劇場 / 4月15日 - 16日、やまぎん県民ホール / 4月20日 - 23日、梅田芸術劇場） - サベージ伯爵 役、他
- 「ラグタイム」（2023年9月9日 - 30日、日生劇場 / 10月5日 - 8日、梅田芸術劇場 / 10月14日 - 15日、愛知県芸術劇場） - ファーザー 役
- 「赤と黒」（2023年12月8日 - 27日、東京芸術劇場 プレイハウス / 2024年1月3日 - 9日、梅田芸術劇場 シアター・ドラマシティ） - ラ・モール侯爵 役
- 「MONTAGE～13年の夢～」（2024年2月21日 - 25日、六行会ホール） - 満映理事長　甘粕正彦 役
- 「この世界の片隅に」（2024年5月9日 - 30日、日生劇場 / 6月6日 - 9日、札幌文化芸術劇場hitaru / 6月15日 - 16日、トーサイクラシックホール岩手（岩手県民会館）大ホール / 6月22日 - 23日、新潟県民会館大ホール / 6月28日 - 30日、御園座 / 7月6日 - 7日、まつもと市民芸術館 / 7月13日 - 14日、水戸市民会館 / 7月18日 - 21日、SkyシアターMBS（大阪） / 7月27日 - 28日、呉信用金庫ホール（広島）） - 浦野十郎（すずの父） 役、他[5]
- 「ココロノカケラ」（2024年9月25日 - 29日、博品館劇場） - 森巌 役[6]
- 「Bye Bye My Last Cut」（2024年11月1日 - 5日、Mixalive TOKYO Theater Mixa）[7]
- Utageki「リチャード二世」（2025年1月24日 - 26日、彩の国さいたま芸術劇場 小ホール） - ヨーク公爵エドマンド・ラングリー 役
- 「手紙 2025」（2025年3月7日 - 23日、東京建物 Brillia HALL / 3月29日 - 31日、SkyシアターMBS / 4月5日・6日、岡山芸術創造劇場ハレノワ 大劇場） - 平野 役、他[8]
- 「ジャージー・ボーイズ」（2025年8月10日 - 9月30日〈予定〉、シアタークリエ） - ジップ・デカルロ 役[9]
- 「ジキル&ハイド」（2026年3月〈予定〉、東京国際フォーラム ホールC / 4月〈予定〉、大阪・福岡・愛知・山形）[10]

その他の出演作品
- NHKオーディオドラマ　青春アドベンチャー「時めがね　金沢うた絵巻」（2020年1月6日 - 17日（全10回）、NHK FM）[11] - 親兵衛 役
- NHKオーディオドラマ　FMシアター「とどけ、風の如く」（2020年6月27日、NHK FM） - 中斎 役
- ほとり企画＠劇的茶屋「謳う芝浜」（2020年7月4日 - 30日、再演12月9日 - 10日） - 熊 役　※出演は7月11日 - 26日、12月9日 - 10日
- ほとり企画＠劇的茶屋「謳う死神」（2020年8月14日 - 30日） - 八五郎 役　※出演は8月28日 - 30日
- NHKオーディオドラマ　青春アドベンチャー「ヨコハマ・ジャスミンホテル」（2021年5月10日 - 21日（全10回）、NHK FM） - 佐藤勝平 役
- NHKオーディオドラマ　青春アドベンチャー「軽業師タチアナと大帝の娘」（2022年8月29日 - 9月16日（全15回）、NHK FM）- ビロン公爵 役
- NHKオーディオドラマ　青春アドベンチャー「ラングドックの薔薇」（2023年6月19日 - 30日（全10回）、NHK FM）- シャルル 役
- NHKオーディオドラマ　青春アドベンチャー「白銀騎士団-高貴なる亡霊-」（2025年2月24日 - 3月7日（全10回）、NHK FM）- ラッセル 役

## ディスコグラフィー
シングル
- 「カーテンコール」（2019年6月30日発売 / 蘭陽子との共同名義）[12]

## 受賞歴
- 大阪新劇フェスティバル男優演技賞（邪馬台国物語）